# Private Mädchenschule von Margarete Balsat
Die Private Mädchenschule  Margarete Balsat war eine höhere Mädchenschule in Dresden von 1871 bis etwa 1941. Sie war eine der am längsten bestehenden Mädchenschulen der Stadt, die bekannteste Schülerin war die Tanzpädagogin Gret Palucca.

## Lage

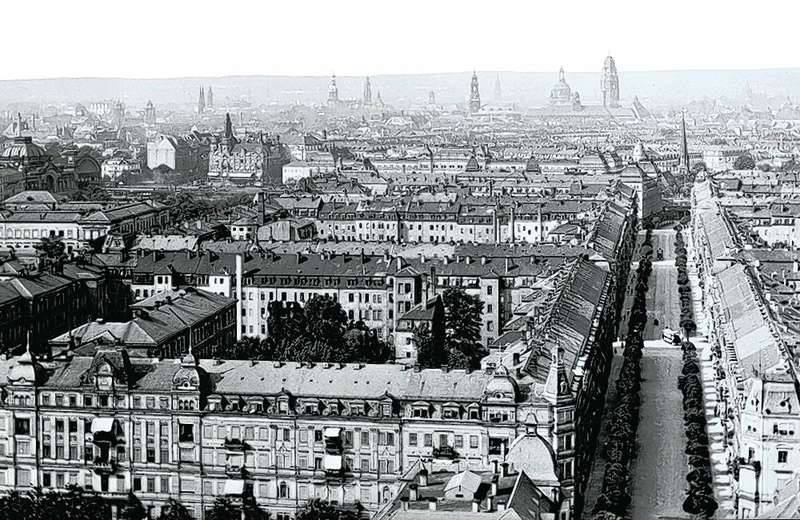
Werderstraße, die Schule war wahrscheinlich im zweiten Haus von rechts in der unteren Straße

Die Mädchenschule befand sich zuerst in der Christianstraße 6. Seit etwa 1885 war sie in der damaligen Werderstraße 2 in der Südvorstadt, als erstes Haus auf der rechten Straßenseite von der Strehlener Straße und vom nahegelegenen Hauptbahnhof aus gesehen.
Dieses Gebäude wurde 1945 wie viele andere zerstört.
Jetzt befindet sich dort die Andreas-Schubert-Straße 2.
1934 befand sich die Schule in der Lukasstraße 6, 1939 die zusammengeschlossene Elisabeth- und Balsatschule in der Münchner Straße 2.

## Geschichte
1871 gründete Fräulein Julie Falk eine höhere Mädchenschule mit Pensions-Anstalt in der Christianstraße 6 in Dresden. In den folgenden Jahren unterrichteten dort außer ihr sieben Lehrer und vier Lehrerinnen und boten den Schülerinnen sorgfältige Erziehung und vollständigen Unterricht.
Um 1884 wurde die Schule in die Werderstraße 2 verlegt.
Seit 1890 leitete sie Emma Fleckenstein, seit 1908 war Margarete Balsat die Leiterin der Lehr- und Erziehungsanstalt für Mädchen höherer Stände.
In dieser Zeit wurden dort vor allem hauswirtschaftliche Fächer unterrichtet, wahrscheinlich auch Lesen, Schönschreiben und Rechnen, dazu gab es Turn-, Gesangs- und Tanzunterricht, letzteren mit einer zusätzlichen Bezahlung.
1920 war es eine Zehnklassige Schule für höhere Mädchenbildung verbunden mit Pensionat, an der nach dem Gesetz vom 16. Juni 1910  über das höhere Mädchenbildungswesen mit Abschlussprüfung unterrichtet wurde. Aufgenommen wurden  christliche Schülerinnen und Pensionärinnen. 1924 hieß sie Private Mädchenschule mit dem Lehrziel Reife für höhere Mädchenschulen und mittlere Reife, ebenso 1934.
1939 war sie zur Elisabeth- und Balsatschule zusammengeschlossen mit der bisherigen Elisabethschule die wichtigste private Mädchenschule in Dresden, mit Margarete Balsat und Margarete Sahre als Leiterinnen.
Seit etwa 1941 war diese eine Private Mittel- und Volksschule für Mädchen, die  von Margarete Sahre und H. von Plato geleitet wurde.
Diese bestand wahrscheinlich bis Anfang 1945.

## Persönlichkeiten

### Schülerinnen
Die spätere Frauenrechtlerin und Autorin Marie Wegner, damals Witt, wurde um 1871 von ihrer Rittergutsbesitzerfamilie  aus der preußischen Provinz Posen extra auf diese gerade neu eröffnete Schule geschickt. Die bekannte Tanzlehrerin Gret Palucca besuchte sie von 1909 bis 1913 und von 1917 bis 1918.

### Lehrkräfte
Leiterinnen
- Julie Falk, 1870–um 1889
- Emma Fleckenstein. 1890–1907
- Margarete Balsat, 1908–1941

Weitere Lehrer
Der junge Friedrich August Unger (* 1851) war 1874 ein dreiviertel Jahr dort als Lehrer tätig.

### Weitere Personen
Ein D. Hatschek (David Hatschek?) aus Wien empfahl 1875 in einer Zeitungsannonce die Schule wärmstens, da er sie in jeder Hinsicht als trefflich kennen gelernt habe.